# Sulechów (województwo małopolskie)
Sulechów – wieś w Polsce położona w województwie małopolskim, w powiecie krakowskim, w gminie Kocmyrzów-Luborzyca.
Wieś biskupstwa krakowskiego w powiecie proszowickim w województwie krakowskim w końcu XVI wieku. W latach 1975–1998 miejscowość położona była w województwie krakowskim.